# Stewart O'Nan
Stewart O'Nan (4 de febrero de 1961) es un novelista estadounidense, especializado en el horror y la ficción.

## Vida y obra
Stewart nació en 1961, hijo de John Lee O'Nan y Mary Ann O'Nan. Él y su hermano fueron criados en Pittsburgh, Pennsylvania.
Obtuvo su grado de ingeniería aeroespacial en la Universidad de Boston en 1983. El 27 de octubre de 1984, se casó con Trudy Anne Southwick, su novia desde el instituto. La pareja se trasladó a Long Island, Nueva York, donde O'Nan se desempeñó en su profesión entre 1984 y 1988.
Motivado por su esposa a iniciar una carrera como escritor, se trasladó a Ithaca, Nueva York, donde obtuvo una maestría en bellas artes de la Universidad Cornell en 1992. Luego se mudó con su familia a Edmond, Oklahoma, donde se desempeñó como profesor universitario.
Su primer libro fue una colección de relatos cortos llamada In the Walled City.
En 1993 publicó su primera novela, llamada Snow Angels. En 2007 Snow Angels fue adaptada al cine, dirigida por David Gordon Green y protagonizada por Sam Rockwell y Kate Beckinsale.
En 2012, luego de publicar una buena cantidad de novelas, escribió junto a Stephen King la novela A Face in the Crowd.

## Obras

### Colecciones de relatos
- In the Walled City (1993)

### Novelas
- Transmission (1987)
- Snow Angels (1994)
- The Names of the Dead (1996)
- The Speed Queen (1997)
- A World Away (1998)
- A Prayer for the Dying (1999)
- Everyday People (2001)
- Wish You Were Here (2002)
- The Night Country (2003)
- The Good Wife (2005)
- Last Night at the Lobster (2007)
- Songs for the Missing (2008)
- Emily, Alone (2011)
- The Odds (2012)
- A Face in the Crowd (2012)
- West of Sunset (2015)
- City of Secrets: a novel (2016)

### Guiones
- Poe (2008)

### No-ficción
- The Circus Fire (2000)
- Faithful: Two Diehard Boston Red Sox Fans Chronicle the Historic 2004 Season (2004)